# Vodafone Italia
Vodafone Italia S.p.A. è un'azienda di telecomunicazioni italiana, parte del gruppo svizzero Swisscom SA.
Nata nel gennaio 1994 come Omnitel Pronto Italia S.p.A., dopo l'acquisizione da parte di Vodafone Group Plc, diventa Vodafone Omnitel S.p.A. il 1º giugno 2002. Nel dicembre dello stesso anno diventa Vodafone Omnitel N.V. e trasferisce la sede legale nei Paesi Bassi. Nel 2013 la denominazione societaria cambia in Vodafone Omnitel B.V., per assumere infine il nome attuale nel novembre 2015 e trasferire nuovamente la sede legale in Italia.
Ha la sede legale a Milano, mentre la sede amministrativa e gestionale si trova a Ivrea, in provincia di Torino.
È membro dell'Istituto Europeo per le Norme di Telecomunicazione (ETSI).
Al 30 giugno 2024 è il secondo operatore telefonico per quota di mercato, preceduto da TIM e seguito da Wind Tre, sia nel settore della telefonia mobile sia in quello della telefonia fissa.
Il 31 dicembre 2024 viene acquisita da Swisscom. Contestualmente ha inizio il processo di integrazione con Fastweb, e le due società vengono gestite da un unico comitato esecutivo, facente capo al corporate brand Fastweb + Vodafone.
Da giugno 2016 è il principale fornitore di servizi Internet alla pubblica amministrazione, dopo essersi aggiudicata la gara Consip del Sistema Pubblico di Connettività (SPC). A novembre 2023 diventa unico fornitore dei servizi di telefonia mobile alla pubblica amministrazione.

## Storia

### Omnitel
L'azienda nasce nel 1994 come Omnitel Pronto Italia, grazie a un accordo tra Omnitel Sistemi Radiocellulari Italiani, fondata il 19 giugno 1990 da Olivetti, Lehman Brothers, Bell Atlantic e Telia, e Pronto Italia, fondata nel 1992 da Zignago Vetro, AirTouch, Mannesmann, Banca di Roma, Arca Merchant, Comeba, Ersel, ERG, Urmet, Spal TLC, Site, Ponti Radio e Fergia. Inizialmente tali aziende si erano presentate separatamente alla gara indetta per la concessione della seconda licenza mobile GSM, per poi decidere di accedervi come concorrente unico.
Il 28 marzo 1994, con un'offerta di 750 miliardi di lire, Omnitel si aggiudicò la concessione per 15 anni del servizio radiomobile GSM in Italia. A partire dall'aprile successivo, iniziò la costruzione della prima rete privata GSM 900 italiana, dopo quella della SIP. Il 30 novembre dello stesso anno, venne approvata la convenzione con il Ministero delle Poste e delle Telecomunicazioni per l'espletamento del servizio pubblico radiomobile GSM, con il DPR del 2 dicembre 1994. Questa convenzione prevedeva che Omnitel arrivasse a coprire il 40% del territorio nazionale e tutti i capoluoghi di regione entro 18 mesi, mentre il 70% del territorio e il 90% della popolazione entro cinque anni. Al nuovo operatore vengono inoltre assegnati i prefissi telefonici 0347, 0348 e 0349. Viene infine stabilito che la società corrisponda allo Stato, a titolo di canone, un importo non inferiore a 163 miliardi di lire tra il 1994 e il 1999.
Il 7 dicembre 1995, l'azienda lancia i suoi servizi di telefonia mobile nel Paese, con una copertura GSM pari al 40% del territorio nazionale, come richiesto dal bando di gara.
Alla fine del 1996, la rete GSM copre il 60% del territorio nazionale e l'85% della popolazione. Nel 1997, il numero dei clienti passa da 54.000 a due milioni. L'anno successivo, il fatturato raggiunge i 4.464 miliardi di lire, con un utile netto di 781 miliardi, mentre il numero dei dipendenti sale a 5.553. Sempre nel 1998, in ottica di sviluppo e fidelizzazione della clientela, Omnitel lancia il programma Omni-One, che in seguito al cambio di marchio diventa Vodafone One e, nel 2011, viene rinominato Vodafone You. Il programma viene rinnovato nel 2013 e infine chiuso nel 2015.
Nel febbraio 1999, Olivetti, in preparazione per l'acquisizione di Telecom Italia, provvede alla cessione delle sue partecipazioni in Omnitel e Infostrada, detenute tramite la holding OliMan, a Mannesmann, già socia della holding e della stessa Olivetti. Il 28 ottobre 1999, Omnitel supera i nove milioni di clienti e, il 30 giugno, lancia per la prima volta contenuti in formato WAP, accessibili tramite il nuovo portale Omnitel 2000.
L'8 maggio 2000, l'azienda lancia il servizio clienti 190 online. Sempre nel 2000, Vodafone AirTouch e il gruppo tedesco Mannesmann concordano di procedere a una fusione e, di conseguenza, anche le quote detenute in Omnitel da quest'ultima diventano parte della nuova realtà. Il restante 23% rimane invece controllato da Verizon (ex Bell Atlantic).
Nel gennaio 2001, Omnitel diventa Omnitel Vodafone, per poi assumere la denominazione Vodafone Omnitel nel 2002: inizia così il processo di cambiamento dell’identità aziendale, con la progressiva dismissione del marchio Omnitel, conclusa nel 2003 con l’adozione esclusiva del brand Vodafone.

### Vicende societarie successive
Il 4 aprile 2002 nasce la Fondazione Vodafone Italia, attiva nel campo della solidarietà sociale.
Nel gennaio 2007 Vodafone annuncia di aver accettato l’ingresso di operatori virtuali sulla propria rete telefonica: questa scelta permette alla società di chiudere l’istruttoria avviata dall’Antitrust due anni prima, condotta nei confronti di Vodafone, Wind e TIM per abuso di posizione dominante e turbativa della concorrenza. Nel mese di aprile 2007 la compagnia sigla tre accordi con Poste Italiane (per PosteMobile), Carrefour (per 1Mobile) e BT Italia (per BT Mobile), dando vita a tre operatori mobili virtuali che utilizzano la rete Vodafone. Nell’ottobre 2007 Vodafone acquisisce le filiali spagnola e italiana di Tele2 per 775 milioni di euro. Il 4 gennaio 2010 il marchio Tele2 Italia viene abbandonato, dando spazio a TeleTu.
Nel gennaio 2008 Paolo Bertoluzzo, precedentemente direttore generale, diventa amministratore delegato dell'azienda, mentre nell'agosto 2013 viene nominato responsabile commerciale del gruppo Vodafone, carica che lascia poi nel 2016.
Nel luglio 2008 Vittorio Colao, in precedenza direttore generale di Omnitel e responsabile di Vodafone per i Paesi del sud Europa, viene nominato AD dell'intero gruppo telefonico britannico, carica che abbandona poi nel 2018. In quell'anno Pietro Guindani diventa presidente di Vodafone Italia.
Il 12 giugno 2012 viene inaugurato il Vodafone Village, nuovo quartier generale eco-tecnologico di Vodafone Italia che ospita i circa 3.000 dipendenti dell'azienda nella sede milanese.
Il 12 novembre 2013 Vodafone Italia annuncia un piano d'investimenti da 3,6 miliardi di euro in 2 anni per lo sviluppo della rete mobile e fissa. A fine 2013 il gruppo decide di uscire dal mercato statunitense: con un accordo chiuso nel primo trimestre del 2014, Vodafone cede a Verizon le quote detenute nell'operatore americano, pari al 45% del capitale, per un valore di 130 miliardi di dollari. Parte integrante dell'accordo è stata anche l'acquisizione del 23% di Verizon in Vodafone Italia da parte del gruppo Vodafone.
Nel gennaio 2014 viene nominato amministratore delegato Aldo Bisio, precedentemente group managing director e group CEO di Ariston Thermo Group. L'8 agosto 2014 Vodafone finalizza l'acquisizione di Cobra Automotive Technologies per 145 milioni di euro, dando vita a Vodafone Automotive.
Il 6 ottobre 2017 Vodafone rinnova logo, brand, slogan, grafica e spot pubblicitari. Sempre nell’ottobre 2017 viene annunciato un piano d’investimenti da oltre dieci milioni di euro per diffondere la tecnologia di rete Narrowband IoT in tutta Italia, mentre viene realizzata la prima connessione dati 5G in Italia, con una velocità massima di 2,7 gigabit al secondo. Il 23 gennaio 2017 nasce la controllata Vodafone Enabler Italia (VEI), creata per gestire l’operatore virtuale low-cost ho-mobile, lanciato commercialmente il 22 giugno 2018.

### Acquisizione da parte di Swisscom
Il 15 marzo 2024 Swisscom annuncia l'intenzione di acquistare il 100% di Vodafone Italia per 8 miliardi di euro, con il closing previsto nel primo trimestre del 2025, per integrarla con la controllata Fastweb. Come parte dell'accordo, Vodafone continuerà a fornire a Fastweb alcuni servizi, tra cui la concessione del marchio, per un periodo massimo di cinque anni. Nel settembre 2024 l'Antitrust pubblica il provvedimento di avvio istruttoria e avvia un'indagine. Swisscom ha comunicato che la Commissione europea ha autorizzato l’acquisizione di Vodafone Italia, ai sensi del Regolamento relativo alle sovvenzioni estere (Foreign Subsidies Regulation). La transazione ha ottenuto l’approvazione dell'AGCOM e dell'AGCM, rispettivamente a novembre e dicembre 2024.
Ad ottobre 2024 CoopVoce stipula un accordo esclusivo (quindi non più con TIM) con Vodafone per l'estensione della copertura di rete mobile e per l'implementazione della tecnologia 5G.
Il 31 dicembre 2024 Swisscom completa l'acquisizione di Vodafone Italia, dando vita a Fastweb + Vodafone. 

## Evoluzione dei servizi Vodafone in Italia
| 24 ottobre 2002    | Nel 2002 Vodafone lancia in Italia e in altri cinque paesi il servizio Vodafone live!, un portale WAP dedicato a servizi di informazione e intrattenimento. Contestualmente, vengono presentati i servizi di messaggistica MMS e altri servizi basati sul protocollo di trasferimento dati GPRS, in preparazione al lancio della tecnologia 3G.                                                                                         |             | |
| 2004               | Nel 2003 Vodafone introduce i servizi UMTS (3G), inizialmente accessibili solo tramite personal computer e successivamente anche da telefono cellulare. Contestualmente, il servizio Vodafone live! viene esteso ai terminali UMTS, permettendo così un accesso più ricco e veloce ai contenuti multimediali. Nel maggio 2004 la rete UMTS di Vodafone copre circa il 30% della popolazione italiana, corrispondente a circa 140 città. |             | |
| Novembre 2005      | Nel 2005 viene lanciata in Italia la linea di telefoni Vodafone Simply, sviluppata in collaborazione con Sagem. Nello stesso periodo Vodafone realizza la prima connessione HSDPA sulla propria rete, tecnologia che viene commercializzata dall’anno successivo con velocità di 1,8 Mbps in download e 384 kbps in upload, disponibile anche su computer tramite modem.                                                                |             | |
| 26 settembre 2006  | Nel 2006 Vodafone commercializza il primo cellulare a proprio marchio, il Vodafone 710, realizzato in collaborazione con Huawei e dotato di tecnologia UMTS. Nell’ottobre dello stesso anno, l’azienda introduce un servizio innovativo che consente di associare al numero mobile Vodafone un nuovo numero fisso geografico, nativo Vodafone, oppure un numero preesistente tramite portabilità..                                      |             | |
| 26 maggio 2008     | Vodafone implementa il servizio di telefonia fissa tramite rete ADSL e lancia la Vodafone Station, un modem-router prodotto da Huawei, dotato di connettività Wi-Fi e supporto VoIP. Il dispositivo consente la connessione a Internet sia tramite ADSL sia attraverso la Vodafone Key, inclusa nella dotazione e utilizzabile anche su computer portatili, basata su tecnologia UMTS..                                                 |             | |
| 17 aprile 2010     | Lancio dell’app My 190 (oggi nota come My Vodafone) per la gestione dei contatori e del traffico telefonico. Nel gennaio 2012 l’app raggiunge il traguardo di un milione di download.. |             | |
| 18 aprile 2011     | Lancio dei servizi in tecnologia DC-HSPA+ con velocità fino a 42,2 Mbit/s. |             | |
| 30 agosto 2011     | Viene vinta la gara per l'acquisizione delle frequenze 4G LTE nelle bande da 800 MHz, 1800 MHz e 2600 MHz.>. |             | |
| Fine 2011          | Lancio della carta prepagata Vodafone Smart Pass, realizzata in collaborazione con CartaSì. |             | |
| 30 ottobre 2012    | Prima sperimentazione pubblica della rete 4G LTE a Roma e Milano, con velocità fino a 100 Mbit/s.. |             | |
| 2013               | Lancio della prima linea in fibra ottica FTTH (Fiber To The Home) di Vodafone a Milano, realizzata in collaborazione con Metroweb, con una velocità di 100 Mbit/s in download e 20 Mbit/s in upload. In aggiunta, viene offerta la connessione in modalità FTTC (Fiber To The Cabinet) in 18 comuni, con velocità di 30 Mbit/s in download e 3 Mbit/s in upload..                                                                       |             | |
| 2014               | Lancio del Vodafone Wallet, il servizio per i pagamenti tramite smartphone utilizzando Smart Pass. |             | |
| Dal settembre 2014 | Inizio della costruzione di una rete fissa proprietaria in fibra ottica (SLU) in modalità FTTC, con una media di circa 900 cabinet installati ogni mese sul territorio nazionale. Al 2025, la rete SLU di Vodafone è attiva in oltre 100 comuni; FTTH disponibile tramite Open Fiber e FiberCop. |             | |
| Dicembre 2014      | Lancio della rete 4G+ in 80 città italiane, con velocità fino a 225 Mbit/s, grazie all'utilizzo della carrier aggregation 1800 MHz + 2600 MHz. Al 2025, la rete 4G+ disponibile su gran parte del territorio; velocità superiori con LTE Advanced Pro e copertura 5G in espansione. |             | |
| 2015               | Inizio delle sperimentazioni per il servizio VoLTE su rete 4G, poi lanciato come Power Voice. Al 2025, il servizio VoLTE è attivo su quasi tutti i dispositivi e reti 4G Vodafone; integrato anche nella rete 5G. |             | |
| 28 aprile 2015     | Vodafone Italia risulta tra gli aggiudicatari della gara Consip per il Sistema pubblico di connettività (SPC), ovvero il sistema di connessione Internet e Intranet della pubblica amministrazione italiana. Al 2025, Vodafone continua a fornire connettività SPC a enti pubblici, anche tramite reti FTTH e 5G. |             | |
| 29 maggio 2015     | Lancio di Vodafone Wi-Fi Community, il servizio di condivisione della rete Wi-Fi tra clienti Vodafone di rete fissa (e partner FON all'estero), primo su scala nazionale. Al 2025, il servizio è stato progressivamente dismesso; la condivisione Wi-Fi non è più attiva in Italia. |             | |
| 10 settembre 2015  | Vodafone risulta aggiudicataria di un lotto da 20 MHz sulla banda L (1,5 GHz), al costo di quasi 232 milioni di euro, per il potenziamento del downlink su rete mobile. Al 2025, lo spettro in banda L è utilizzato per l'estensione della capacità su rete 4G e 5G. |             | |
| Aprile 2016        | Avvio dell'upgrade in tecnologia VULA delle linee in fibra ottica FTTC, con velocità in download fino a 100 Mbit/s. Al 2025, la velocità VULA raggiunge fino a 200 Mbit/s in download nelle aree coperte. |             | |
| 4 ottobre 2016     | Lancio, in otto comuni industriali italiani, della connettività FTTE, garantendo velocità simmetriche da 1 Gbit/s fino a 10 Gbit/s sia in download che in upload. Attualmente,2025, : il servizio FTTE si è esteso a numerosi altri poli industriali, con velocità fino a 10 Gbit/s simmetrici. |             | |
| 2017               | Interruzione del servizio Vodafone Smart Pass. |             | |
| 11 aprile 2017     | Avvio del programma di fedeltà Vodafone Happy. Attualmente, 2025, : il programma continua a offrire premi e vantaggi personalizzati ai clienti Vodafone. | Maggio 2017 | Lancio della rete 4.5G, con velocità fino a 800 Mbit/s, a Firenze, Milano e Palermo. Aggiornamento 2025: rete 4.5G estesa a numerose città, con velocità medie aumentate grazie a LTE Advanced Pro. |
| 7 novembre 2017    | Vodafone annuncia la commercializzazione di una serie di prodotti IoT con il marchio V by Vodafone. Aggiornamento, 2025, V by Vodafone continua a espandere l’offerta IoT con nuove soluzioni per smart cities e industria 4.0. |             | |
| 5 giugno 2019      | Avvio del servizio commerciale in tecnologia 5G, limitatamente ad alcune aree di Bologna, Milano, Napoli, Roma e Torino. Attualmente, 2025, il servizio 5G è ora attivo in gran parte delle principali città italiane, con copertura in continua espansione. |             | |
| Febbraio 2021      | Dismissione della rete 3G, con l’obiettivo di potenziare le tecnologie più moderne ed efficienti 4G e 5G. Attualmente, 2025, la rete 3G è stata completamente dismessa in Italia; l’attenzione è focalizzata su 4G e 5G. |             | |
| Luglio 2021        | Lancio di un nuovo profilo GPON sulla rete Open Fiber con velocità di 2,5 Gbit/s in download e 500 Mbit/s in upload. Attualmente, 2025, le velocità GPON offerte da Vodafone tramite Open Fiber sono ora diffuse su gran parte del territorio servito. |             | |
| 16 gennaio 2023    | Lancio del servizio di rete fissa in tecnologia FTTH su rete FiberCop. Attualmente, 2025, l’offerta FTTH su rete FiberCop è ampliata con copertura in crescita in molte aree urbane. |             | |

## Identità aziendale
Identità aziendale, loghi e tag-line utilizzati dall'azienda nel corso degli anni:
| Periodo   | Logo | Slogan | Note                                                                                            |
| --------- | ---- | --- | ----------------------------------------------------------------------------------------------- |
| 1994-1996 |      | «Vi diamo ascolto» «Vi diamo ascolto. Dateci voce»                                                                                  | [ 102 ] [ 103 ] [ 104 ] [ 105 ] [ 106 ] [ 107 ] [ 108 ] [ 109 ] [ 110 ] [ 111 ] [ 112 ] [ 113 ] |
| 1996-2001 |      | «Persone in grado di cambiare il mondo» «Quello che facciamo oggi, tutti lo faranno domani» «Persone in grado di cambiare il mondo» | [ 102 ] [ 103 ] [ 104 ] [ 105 ] [ 106 ] [ 107 ] [ 108 ] [ 109 ] [ 110 ] [ 111 ] [ 112 ] [ 113 ] |
| 2001-2002 |      | «Idee in grado di cambiare il mondo»                                                                                                | [ 102 ] [ 103 ] [ 104 ] [ 105 ] [ 106 ] [ 107 ] [ 108 ] [ 109 ] [ 110 ] [ 111 ] [ 112 ] [ 113 ] |
| 2002-2003 |      | «How are you?» | [ 102 ] [ 103 ] [ 104 ] [ 105 ] [ 106 ] [ 107 ] [ 108 ] [ 109 ] [ 110 ] [ 111 ] [ 112 ] [ 113 ] |
| 2003-2007 |      | «Tutto intorno a te» «Life Is Now»                                                                                                  | [ 102 ] [ 103 ] [ 104 ] [ 105 ] [ 106 ] [ 107 ] [ 108 ] [ 109 ] [ 110 ] [ 111 ] [ 112 ] [ 113 ] |
| 2007-2017 |      | «Life Is Now» «Power To You» | [ 102 ] [ 103 ] [ 104 ] [ 105 ] [ 106 ] [ 107 ] [ 108 ] [ 109 ] [ 110 ] [ 111 ] [ 112 ] [ 113 ] |
| Dal 2017  |      | «Il futuro è straordinario. Ready?» «Together we can»                                                                               | [ 102 ] [ 103 ] [ 104 ] [ 105 ] [ 106 ] [ 107 ] [ 108 ] [ 109 ] [ 110 ] [ 111 ] [ 112 ] [ 113 ] |

### Spot televisivi
A partire dal 1999, prima per Omnitel e poi nei primi anni di Vodafone, la principale testimonial dell'azienda è stata la modella australiana Megan Gale. Nel 2015 è stato ingaggiato Bruce Willis, sostituito nel 2017 da Patrick Dempsey, e successivamente da Alessandro Cattelan.

## Reti

### Tecnologia Single-RAN
La quasi totalità dei siti Vodafone è predisposta alla tecnologia "Single-RAN": un unico apparato gestisce il traffico delle reti 4G e 5G mediante moduli di base comuni e schede specifiche..

### Condivisione dei siti
Nell'ambito degli accordi di condivisione dei siti stipulati tra Vodafone e gli altri operatori telefonici (TIM, Wind Tre e Iliad), al 31 marzo 2017 risultano condivisi 12.834 siti, pari al 60% del totale dei siti fisici , mentre al 2025 si contano circa 12.800 siti condivisi, un valore sostanzialmente invariato rispetto al 2017.
Per la rete fissa, Vodafone conta la seguente copertura:
| Infrastruttura | Tecnologia       | Tipologia                               | Velocità massima | Velocità massima                                                                                                | Copertura |
| Infrastruttura | Tecnologia       | Tipologia                               | Download         | Upload | Copertura |
| -------------- | ---------------- | --------------------------------------- | ---------------- | --- | --- |
| Fibra ottica   | FTTH             | GPON / XGS-PON / NG-PON2                | 10 Gbit/s        | 10 Gbit/s | Reti Open Fiber e FiberCop, copertura attuale ~30 milioni di unità immobiliari (circa 55-60% della popolazione italiana) |
| FTTC (E-VDSL)  | VULA / Vectoring | 200 Mbit/s (picco)                      | 20-30 Mbit/s     | Rete TIM, ma in progressivo declassamento, copertura in calo attorno a 7.000 comuni (ma con calo uso effettivo) | |
| FTTC (VDSL2)   | SLU              | 100-300 Mbit/s (dipende dalla distanza) | 20-30 Mbit/s     | Reti Vodafone e altri operatori, meno di 100 comuni, progressiva migrazione verso FTTH                          | |
| Rame           | ADSL2+           | ULL                                     | 20 Mbit/s        | 1 Mbit/s | Copertura residuale, circa 3-4 milioni di utenti, rete in dismissione                                                    |
| Rame           | ADSL             | WLR                                     | 7 Mbit/s         | 512 kbit/s | Copertura residuale, circa 3-4 milioni di utenti, rete in dismissione                                                    |

SVodafone dispone inoltre di 1.255 siti di ULL, di cui oltre 326 predisposti anche per SLU, con oltre 19.000 ONU proprietarie, collegate alla rete primaria proprietaria.

#### Il sistema di rete fissa di Vodafone Italia
| ADSL Wholesale (20 Mbit/s) Il sistema Wholesale prevede, da parte di Vodafone, l'acquisto all'ingrosso della connettività direttamente dall'operatore proprietario (TIM). La gestione dell'intera rete telefonica resta sotto il controllo di quest'ultimo, che ne stabilisce caratteristiche, funzionalità e assistenza tecnica. |
| ADSL2+ ULL (20 Mbit/s) Il sistema ULL prevede che l'operatore alternativo installi una propria infrastruttura fisica (DSLAM) all'interno della centrale, in una sala OLO dedicata. Il doppino in rame fino all'utente finale (ultimo miglio) viene invece affittato dall'operatore incumbent. |
| VDSL2 FTTC - VULA (30 Mbit/s - 50 Mbit/s - 100 Mbit/s - 200 Mbit/s) Nel modello VULA (Virtual Unbundling Local Access) su rete FTTC, Vodafone acquista all'ingrosso l'accesso alla rete di accesso dell'operatore proprietario (TIM), mantenendo però il controllo sull'autenticazione e sulla gestione dei servizi. La connessione utilizza fibra ottica fino all'armadio stradale e il tratto finale in rame fino all'abitazione (ultimo miglio).                                                               |
| VDSL2 FTTC - SLU (100 Mbit/s) Nel modello SLU (Sub-Loop Unbundling), l’operatore alternativo installa un proprio mini-DSLAM all'interno dell’armadio stradale (cabinet) più vicino all’utente, portando la propria infrastruttura in fibra ottica fino a quel punto. Il tratto finale in rame, detto "sub-loop", resta invece in affitto dall’operatore incumbent. |
| Fibra FTTH - GPON (300 Mbit/s – 500 Mbit/s – 1 Gbit/s – 2,5 Gbit/s) La tecnologia FTTH (Fiber to the Home) prevede il cablaggio in fibra ottica completo fino all’interno dell’unità abitativa. Vodafone utilizza, sulla rete di Open Fiber, esclusivamente l’infrastruttura passiva, ovvero il collegamento tra la centrale e le unità immobiliari. Dal 16 gennaio 2023, Vodafone fornisce connettività FTTH anche attraverso la rete FiberCop, con velocità fino a 1 Gbit/s in download e 300 Mbit/s in upload. |

## Clienti
Secondo i dati dell'AGCOM, al 30 marzo 2024 Vodafone detiene una quota di mercato pari al 26,8% nel settore della telefonia mobile (comprensiva di SIM human e M2M) e del 15,8% in quello della telefonia fissa.

## Fondazione Vodafone Italia
La Fondazione Vodafone Italia è una fondazione d’impresa italiana, parte del gruppo Vodafone.
Fondata nel 2002, la fondazione si dedica ad attività di servizio e solidarietà sociale, con particolare attenzione alle situazioni di disagio.
L'organizzazione è regolata da uno statuto ed è composta da un organo di gestione, uno di controllo e un comitato scientifico di consulenza. La gestione è affidata al consiglio di amministrazione, presieduto dal presidente, che ha funzioni di rappresentanza legale, coordinamento e supervisione dell’andamento gestionale. Il segretario generale è responsabile della gestione operativa della fondazione e del coordinamento del personale. I membri del consiglio di amministrazione sono eletti da Vodafone Italia, mentre il comitato scientifico partecipa alle decisioni e alle valutazioni strategiche.
La Fondazione Vodafone Italia opera sul territorio nazionale e realizza interventi di rilievo internazionale. Assegna contributi a iniziative e progetti, stipulando convenzioni con enti pubblici e privati per il finanziamento di attività. Contribuisce all’integrazione sociale, contrastando l’abbandono di persone povere e immigrate, e promuove progetti sportivi, attività ludico-educative e musicali.
Nel 2017 ha dato una svolta decisiva al progetto educativo Confini, ideato per sensibilizzare gli studenti sul tema dell’immigrazione.